# Alemão
Ricardo Rogério de Brito (Lavras, Minas Gerais, Brasil, 22 de noviembre de 1961), conocido popularmente como Alemão ("alemán", en idioma portugués, por el color rubio de su pelo), es un exfutbolista y entrenador brasileño. Jugó de mediocampista. 

## Trayectoria
Alemão creció en la cantera del Fabril, club de su ciudad natal. En 1980 pasó al Botafogo, en el que jugó hasta 1987.
En 1987/88 fue contratado por el Atlético de Madrid; gracias a sus buenas actuaciones, fue premiado con el "Don Balón" 1988 al mejor extranjero de la Liga española de fútbol.
La temporada siguiente pasó al Nápoli italiano, donde militaban Maradona y su compatriota Careca. Con el Nápoli jugó 93 partidos con 9 goles, ganando una Copa de la UEFA (marcó el gol decisivo en la final de vuelta en Stuttgart), un Scudetto y una Supercopa de Italia.
En 1992 fue transferido al Atalanta de Bérgamo, donde permaneció dos temporadas antes de regresar a Brasil; en su país ganó una Copa Conmebol con el São Paulo y concluyó su carrera de futbolista en el Volta Redonda.
Empezó su carrera de entrenador con dos equipos del Campeonato Mineiro: el Tupynambás de Juiz de Fora, en Segunda Divisão (2007), y el América Mineiro de Belo Horizonte, en Primeira Divisão - Módulo II (2008). Sucesivamente, entrenó al Nacional de Manaus (2010) y al Central de Caruaru (2011).

## Selección nacional
Ha sido internacional con la Selección de fútbol de Brasil; jugó 39 partidos marcando 6 goles. Compitió en los Mundiales de México 1986 e Italia 90.

### Participaciones en Copas del Mundo
| Mundial                        | Sede   | Resultado        |
| ------------------------------ | ------ | ---------------- |
| Copa Mundial de Fútbol de 1986 | México | Cuartos de final |
| Copa Mundial de Fútbol de 1990 | Italia | Octavos de final |

## Clubes
| Club               | País   | Año       |
| ------------------ | ------ | --------- |
| Fabril             | Brasil | 1977-1979 |
| Botafogo           | Brasil | 1980-1987 |
| Atlético de Madrid | España | 1987-1988 |
| SSC Napoli         | Italia | 1988-1992 |
| Atalanta BC        | Italia | 1992-1994 |
| São Paulo FC       | Brasil | 1994-1996 |
| Volta Redonda FC   | Brasil | 1996      |

## Palmarés

### Campeonatos nacionales
| Título              | Club       | País   | Año     |
| ------------------- | ---------- | ------ | ------- |
| Serie A             | SSC Napoli | Italia | 1989-90 |
| Supercopa de Italia | SSC Napoli | Italia | 1990    |

### Copas internacionales
| Título          | Club         | País   | Año     |
| --------------- | ------------ | ------ | ------- |
| Copa de la UEFA | SSC Napoli   | Italia | 1988-89 |
| Copa Conmebol   | São Paulo FC | Brasil | 1994    |

### Distinciones individuales
| Distinción                                                         | Año  |
| ------------------------------------------------------------------ | ---- |
| Premio Don Balón al mejor extranjero de la Liga española de fútbol | 1988 |